# Barlow (Oregón)
Barlow es una ciudad ubicada en el condado de Clackamas en el estado estadounidense de Oregón. En el año 2000 tenía una población de 140 habitantes y una densidad poblacional de 900.9 personas por km².

## Geografía
Barlow se encuentra ubicada en las coordenadas 45°15′8″N 122°43′17″O / 45.25222, -122.72139.

## Demografía
Según la Oficina del Censo en 2000 los ingresos medios por hogar en la localidad eran de $41,250, y los ingresos medios por familia eran $46,250. Los hombres tenían unos ingresos medios de $35,156 frente a los $37,917 para las mujeres. La renta per cápita para la localidad era de $14,431. Alrededor del 3.5% de la población estaban por debajo del umbral de pobreza.